# Fatih Nuri Aydın
Fatih Nuri Aydın (* 1. Januar 1995 in Konya) ist ein türkischer Fußballspieler und ist derzeit bei Yeni Malatyaspor unter Vertrag.

## Karriere

### Eskişehirspor
Seit 2006 ist Aydın in Jugendmannschaften von Eskişehirspor im Einsatz. Am 15. Mai 2010 gab er sein Debüt im Profikader im Spiel bei Diyarbakirspor, als er in der 79. Spielminute eingewechselt wurde. Somit ist er mit 15 Jahren und fünf Monaten bisher jüngster Süper-Lig-Debütant. In der folgenden Saison 2010/11 kam er zu zwei Saisonspielen und war häufig in der Reservemannschaft im Einsatz. Ab der Saison 2011/12 gehört er zum festen Kader der A-Mannschaft.
Für die Hinrunde der Saison 2013/14 wurde Aydın an Bozüyükspor, während der für die Rückrunde an den Zweitligisten Dardanelspor ausgeliehen.

### Nationalmannschaft
Am 26. April 2010 bestritt er sein erstes Spiel für die U-16-Nationalmannschaft der Türkei gegen die Ukraine. Bislang hat er acht Partien absolviert. 2011 spielte er zudem für die türkische U-17.